# Ficus izabalana
Ficus izabalana là một loài thực vật có hoa trong họ Moraceae. Loài này được Lundell mô tả khoa học đầu tiên năm 1975.